# Team Sydhavsøerne
Team Sydhavsøerne er en håndboldklub fra Lolland, der i sæsonen 2024/25 spiller i herrernes 1. division i håndbold. Holdet spiller sine hjemmekampe i Maribo-hallerne.

## Historie
Team Sydhavsøerne blev stiftet af Rødby Håndboldklub i maj 2003. Tre år senere blev HMH (Håndboldklubben Maribo/Hunseby) medejer med 50 % af aktierne. I 2021 solgte Rødby HK de fleste af sine aktier til HMH og beholdt kun 10 %, så HMH dermed kom til at eje 90 % af aktierne. Baggrunden var, at Rødbyklubben vurderede, at den ikke havde resurser nok til det omfattende arbejde i forbindelse med bl.a. hjemmekampe, efter at disse udelukkende blev spillet i Maribo. I de første år skiftede hjemmekampene mellem Maribo og Rødby.

### Sportsresultater
Da klubben blev stiftet i 2003, startede holdet i 2. division. Efter et år, hvor holdet konsoliderede sig, rykkede man i sommeren 2005 op i den landsdækkende 1. division. Det blev til to sæsoner i den næstbedste række. I sommeren 2007 satsede klubben med ny træner og flere indkøb, hvilket ikke gav resultat. Faktisk endte en sæson plaget af skader hos stamspillere med nedrykning.
I 2. division var man dog suveræne – og blev det første danske hold, der slog det nye storhold AG København i en divisionskamp. Det skete både ude og hjemme. I hjemmekampen i Maribo den 21. januar 2009 var der totalt udsolgt med 1.800 tilskuere.

## Herretruppen 2022/23
| Nr. | Navn                      | Nationalitet | Position     |
| --- | ------------------------- | ------------ | ------------ |
| 1   | Radoslaw Tyczynski        | Danmark      | Målvogter    |
| 2   | Alexander Løj             | Danmark      | Venstre Back |
| 5   | Nicklas Bjerre Petersen   | Danmark      | Stregspiller |
| 6   | Victor Murel              | Danmark      | Venstre Fløj |
| 7   | Rasmus Bundgaard Larsen   | Danmark      | Højre Back   |
| 8   | Lasse Højgaard            | Danmark      | Venstre Fløj |
| 9   | Lasse Månsson Cieslak     | Danmark      | Playmaker    |
| 10  | Kasper Olsen              | Danmark      | Venstre Back |
| 11  | Nicolaj Jørgensen         | Danmark      | Playmaker    |
| 12  | Sebastian Minor Hansen    | Danmark      | Målvogter    |
| 13  | Daniel Astrup Pedersen    | Danmark      | Stregspiller |
| 14  | Gustav Murel              | Danmark      | Venstre Back |
| 15  | Niels Dahl                | Danmark      | Venstre Back |
| 16  | Malthe Højgaard           | Danmark      | Stregspiller |
| 19  | Oscar Harkjær Hare        | Danmark      | Højre Fløj   |
| 20  | Oliver Larsen             | Danmark      | Målvogter    |
| 21  | Frederik Kiszka Juul      | Danmark      | Venstre Fløj |
| 22  | Alexander Engholm Nielsen | Danmark      | Højre Back   |
| 23  | Rasmus Koppelgaard        | Danmark      | Venstre Fløj |
| 25  | Brandur Halgirsson        | Færøerne     | Stregspiller |
| 27  | Lukas Eichwald            | Danmark      | Playmaker    |
| 83  | Daniel Sørensen           | Danmark      | Højre Fløj   |

## Transfers herrertruppen
| Danmark  | Klavs Bruun Jørgensen (Cheftræner) ??                  |    |
| Danmark  | Frederik Elmkjær Hansen - Hentet i Ajax København      | VB |
| Danmark  | Lasse Hamann-Boeriths - Hentet i Rækker Mølle Håndbold | PM |
| Danmark  | Kristian Lund Vukman - Hentet i Mors-Thy Håndbold      | PM |
| Færøerne | Pauli Mittun - Hentet i Kristiansands IF               | PM |

| Danmark | Nick Szwiec (Cheftræner)                                  |    |
| Danmark | Rasmus Koppelgaard                                        | VF |
| Danmark | Nicolaj Jørgensen - Skiftet til SønderjyskE Herrehåndbold | PM |
| Danmark | Lukas Eichwald - Skiftet til Rækker Mølle Håndbold        | PM |
| Danmark | Nicklas Bjerre Petersen                                   | SS |